# Филиппов, Владимир Владимирович
Влади́мир Влади́мирович Фили́ппов (5 июня 2001, Санкт-Петербург, Россия) — российский футболист, полузащитник, нападающий.

## Карьера
Воспитанник петербургского футбола. Занимался в Академии «Зенита» и футбольной школе «Коломяги». С декабря 2018 до лета 2019 года выступал за петербургский любительский клуб «Алгоритм».
Летом 2019 года оказался в молодёжном составе клуба «Спартак-Нальчик». Был отправлен в аренду в словацкую «Жилину», но выступал только за фарм-клуб «Жилина-Б» во Второй лиге, где провёл сезон.
В 2020 году в летнее трансферное окно вернулся в Санкт-Петербург и стал игроком «Звезды». В июне 2021 оправился от травмы и был вызван в сборную группы 2 Первенства ПФЛ для участия в турнире «Переправа-2021».
После окончания контракта с петербургской командой перешёл в клуб армянской Премьер-лиги «Ван».
В 2023 году выступал за медиафутбольный клуб 2DROTS.